# Gibbaeum geminum
Gibbaeum geminum är en isörtsväxtart som beskrevs av Nicholas Edward Brown. Gibbaeum geminum ingår i släktet Gibbaeum och familjen isörtsväxter. Inga underarter finns listade i Catalogue of Life.

## Bildgalleri

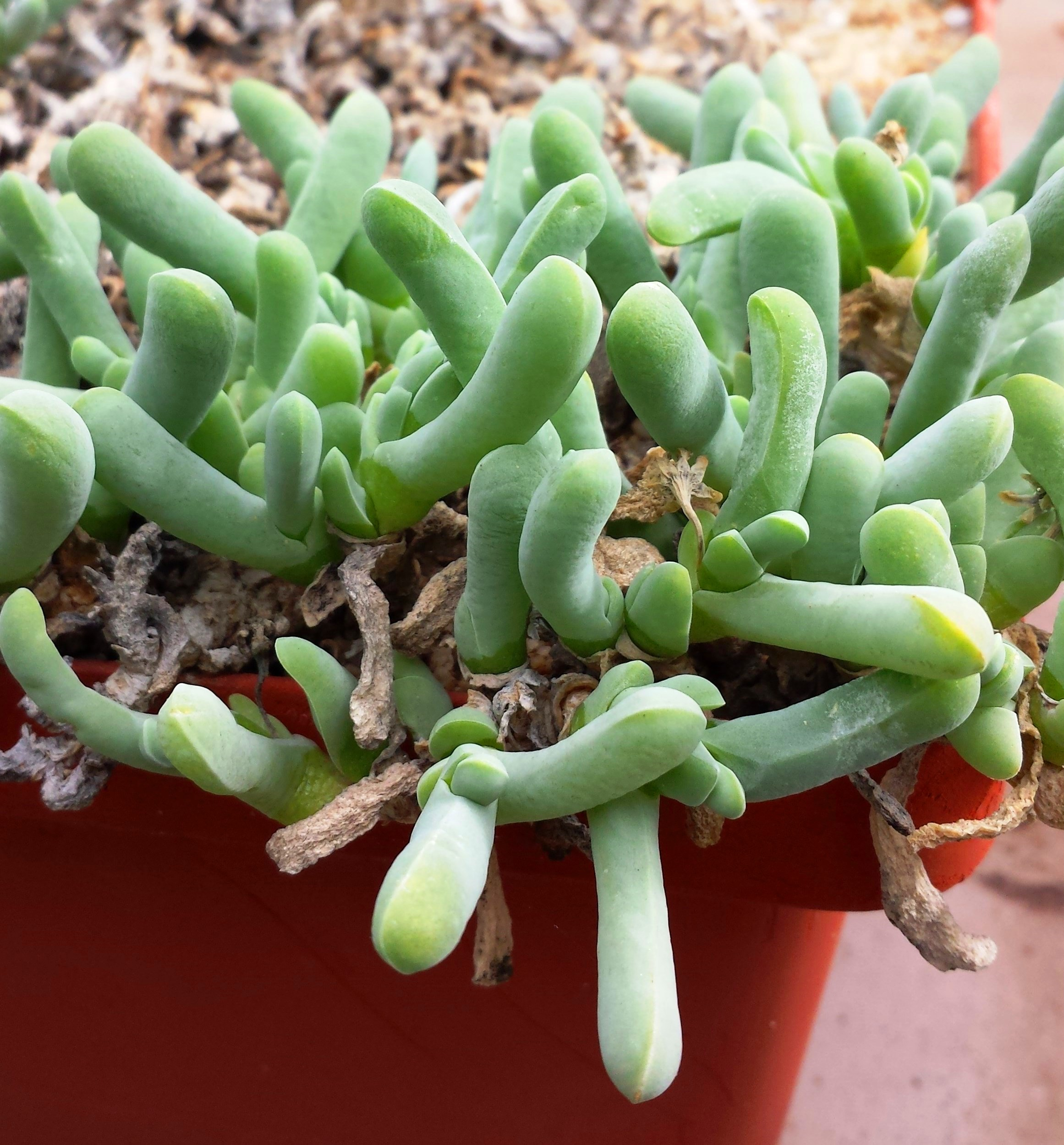
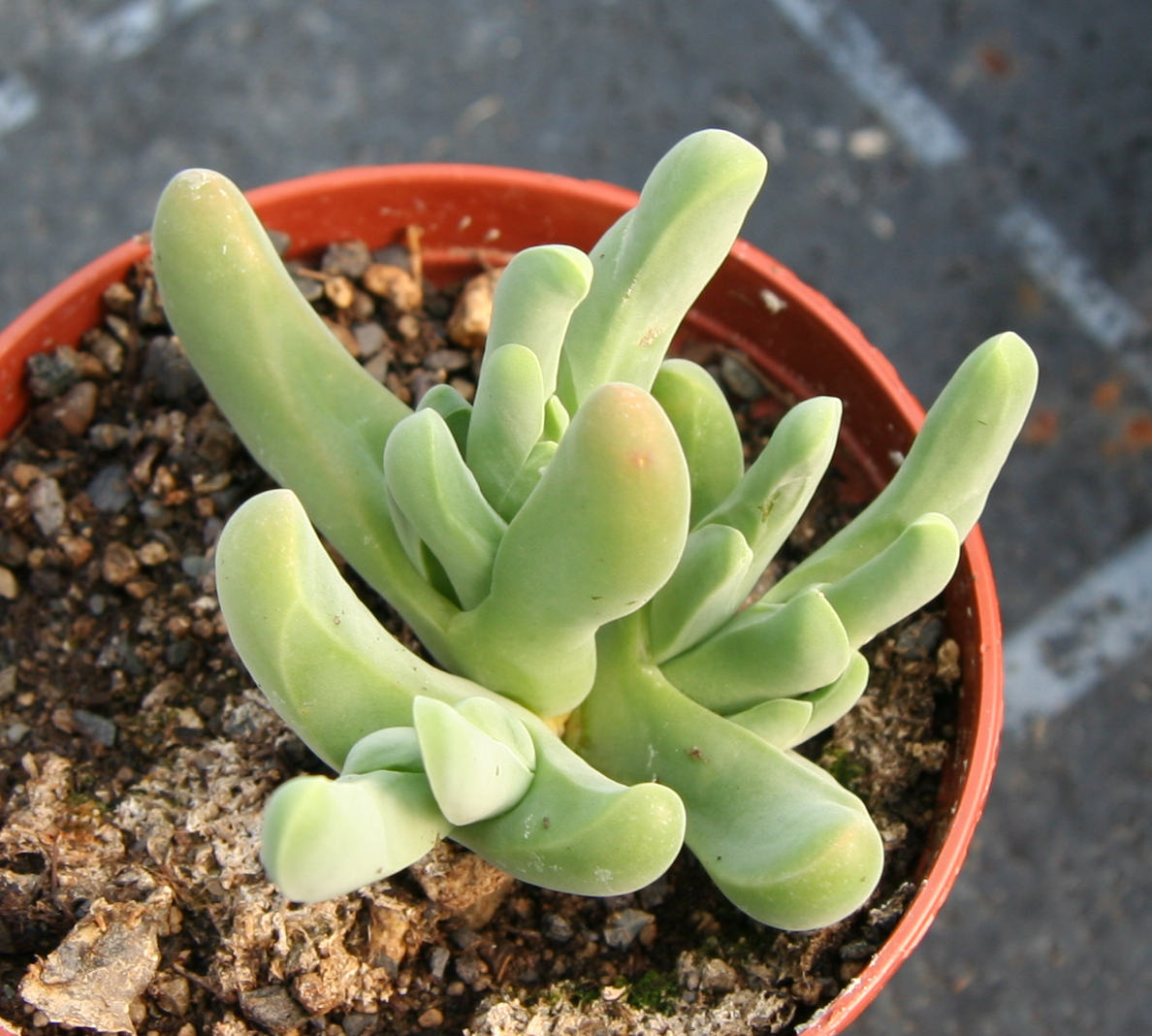
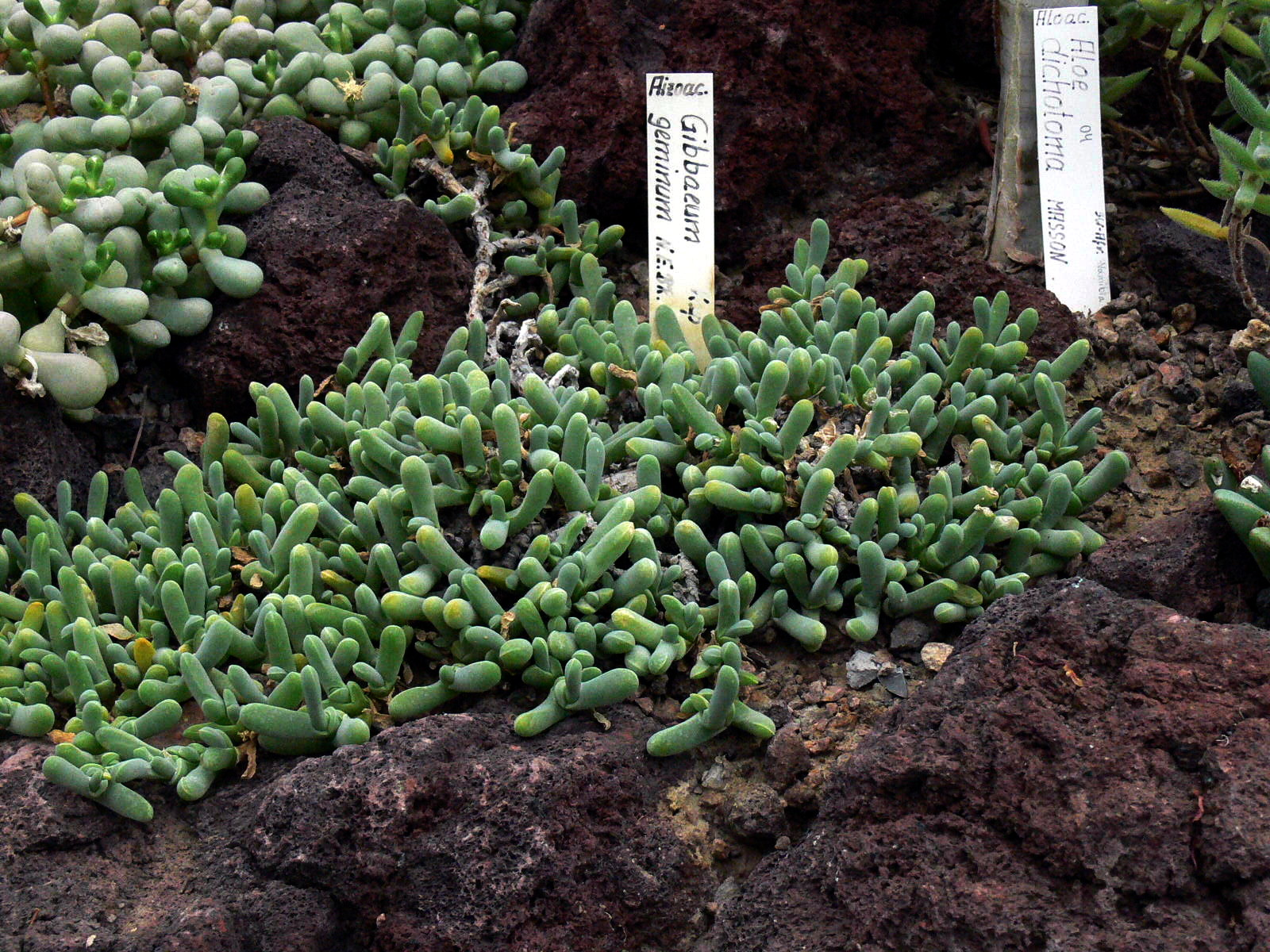